# Třída Edenton
Třída Edenton byly záchranné lodě námořnictva Spojených států amerických. Celkem byly postaveny tři jednotky této třídy. Jejich hlavním úkolem byla záchrana (hašení požárů, čerpání vody, nebo provádění nouzových oprav) a odvlečení (v boji) poškozených plavidel.

## Vývoj
Všechny tři plavidla této třídy postavila britská loděnice Brooke Marine v Lowestoftu. Stavba čtvrté a páté jednotky (ATS-4 a 5) byla v březnu 1973 zrušena.
Jednotky třídy Edenton:
| Jméno                 | Spuštěna           | Vstup do služby   | Osud |
| --------------------- | ------------------ | ----------------- | --- |
| USS Edenton (ATS-1)   | 15. května 1968    | 23. března 1971   | Vyřazena 1996. Přestavěné plavidlo je od 10. července 1999 provozováno americkou pobřežní stráží jako kutr USCGC Alex Haley (WMEC-39), aktivní. |
| USS Beaufort (ATS-2)  | 20. prosince 1968  | 22. ledna 1972    | Vyřazena 1996. Od 20. února 1997 provozována jihokorejským námořnictvem jako Pyongtaek (ATS-27). Vyřazena 28. prosince 2016.                    |
| USS Brunswick (ATS-3) | 14. listopadu 1969 | 19. prosince 1972 | Vyřazena 1996. Od 20. února 1997 provozována jihokorejským námořnictvem jako Gwangyang (ATS-28). Vyřazena.                                      |

## Konstrukce

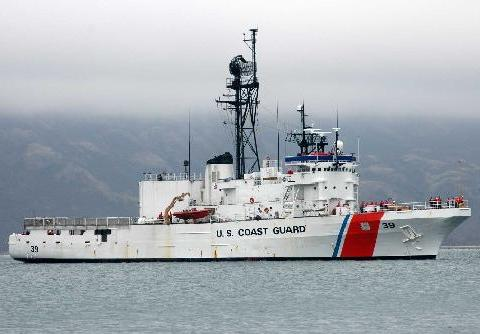
Kutr americké pobřežní stráže USCGC Alex Haley (WMEC-39), který vznikl přestavbou USS Edenton

### Záchranné lodě
Plavidla byla vyzbrojena dvěma 25mm kanóny Mk 38 Bushmaster a dvěma 12,7mm kulomety M2. Na zádi byla přistávací plocha pro vrtulník. Pohonný systém tvořily čtyři diesely Caterpillar 3516, pohánějící dva lodní šrouby. Nejvyšší rychlost dosahovala 16 uzlů. Dosah byl 10 000 námořních mil při rychlosti 13 uzlů.

## Zahraniční uživatelé
Američany vyřazené záchranné lodě Beaufort a Brunswick byly od 20. února 1997 provozovány jihokorejským námořnictvem jako Pyongtaek (ATS-27) a Gwangyang (ATS-28). Obě byly ze služby vyřazeny. Pyongtaek byla 28. prosince 2016 vyřazena jako poslední válečné loď jihokorejského námořnictva, která byla postavena v USA.